# Gioco del coltello

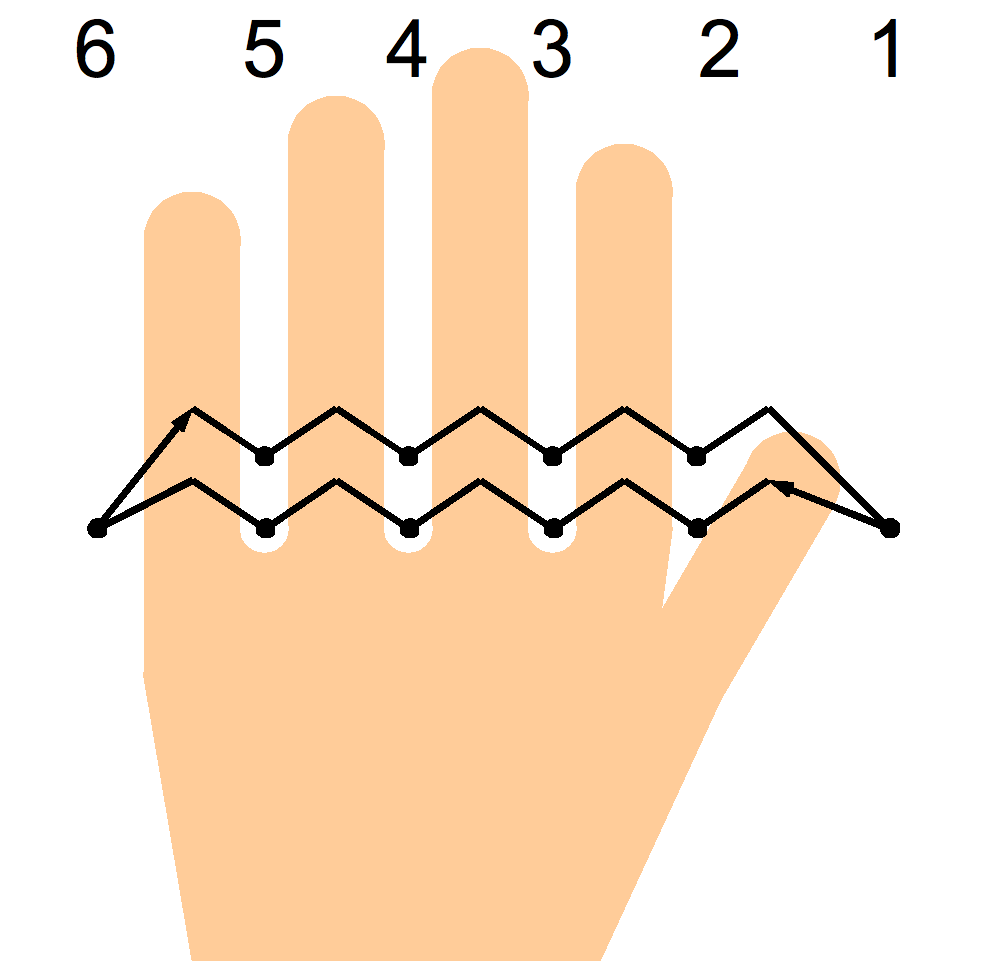
Schema della versione base del gioco

Il gioco del coltello è un gioco che si svolge utilizzando un coltello a punta che va infilzato in rapida successione tra le dita aperte di una mano poggiata su di un tavolo. Il gioco in sé non ha una finalità, consiste semplicemente nell'infilzare gli spazi tra le dita il più rapidamente possibile senza colpire la mano; in questo senso si può considerare più una prova di abilità che un gioco vero e proprio. Esistono diverse varianti nella sequenza, la più semplice delle quali è la seguente:
```
1-2-3-4-5-6-5-4-3-2 (ripetere)
```

## Nella cultura di massa
- Il film Il coltello nell'acqua del 1962 diretto da Roman Polański è il primo film dove appare una scena con il gioco del coltello.
- Nel film Yuppi du  del 1976 il protagonista interpretato da Adriano Celentano esegue il gioco del coltello sulla propria mano.
- Nel film Aliens - Scontro finale del 1986 l'androide Bishop interpretato da Lance Henriksen esegue il gioco del coltello anche nella variante in cui non si usa la propria mano ma la mano di un'altra persona.
- Il gioco appare nei videogiochi Call of Duty: WWII, Red Dead Redemption e Red Dead Redemption II.